# Cornelia Bargmann
Cornelia "Cori" Isabella Bargmann (1º gennaio 1961) è una neuroscienziata statunitense, nota per il suo lavoro sui meccanismi genetici e dei circuiti neurali del comportamento utilizzando C. elegans,  in particolare i meccanismi dell'olfatto nel verme.
È stata eletta alla National Academy of Sciences ed è stata ricercatrice dell'Howard Hughes Medical Institute presso l'University of California, San Francisco (UCSF)  e poi per la Rockefeller University dal 1995 al 2016. Dal 2016 al 2022 è stata presidente di Chan Zuckerberg Initiative e del progetto BRAIN Initative.

## Biografia
Bargmann è nata in Virginia ed è cresciuta ad Athens, in Georgia.  I suoi genitori sono immigrati europei.  Ha quattro sorelle ed è la figlia di Rolf Bargmann, statistico e informatico presso l'Università della Georgia. È cresciuta suonando il pianoforte, ha descritto la sua famiglia come "spaventosamente ben istruita" ed è stata ispirata a studiare scienze perché sua sorella maggiore aveva frequentato la facoltà di medicina. Dice anche che crescere nell'era spaziale ha favorito il suo amore per la scienza.
Ha completato gli studi universitari presso l'Università della Georgia nel 1981, con una laurea in biochimica. Mentre era all'UGA, ha lavorato nel laboratorio di biologia di Wyatt Anderson]e poi nel laboratorio di genetica di Sidney Kushner. Ha completato la scuola di specializzazione al MIT con un dottorato di ricerca presso il dipartimento di Biologia nel 1987 nel laboratorio di Robert Weinberg. Ha esaminato i meccanismi molecolari dell'oncogenesi e ha contribuito a identificare il ruolo della proteina Ras nel cancro della vescica. Ha scritto la sua tesi su neu, un oncogene non-Ras. Sebbene all'epoca la rilevanza della sua ricerca fosse messa in dubbio, in seguito ha portato a trattamenti significativi per il cancro al seno.

## Carriera e ricerca
Bargmann ha completato un post-dottorato con H. Robert Horvitz al MIT, lavorando sui meccanismi di biologia molecolare delle neuroscienze. Ha iniziato ad occuparsi del comportamento chemiosensoriale in C. elegans e ha ottenuto diverse scoperte, dimostrando, tra le altre cose, che i nematodi hanno un senso dell'olfatto. Nel 1995 è entrata nel dipartimento di Anatomia presso l'UCSF, nel 1998 è stata promossa da assistente a professoressa e dal 1999 al 2000 è stata vicepresidente del dipartimento.
Ha continuato i suoi studi sul comportamento dei vermi e sul controllo neurale, concentrandosi sull'olfatto a livello molecolare. Ha cercato geni simili a quelli trovati da Richard Axel e Linda Buck come base dell'olfatto e del gusto, e ha trovato quei geni nel genoma recentemente sequenziato di C elegans. Il suo lavoro ha portato alla scoperta dei meccanismi alla base di comportamenti complessi, come i comportamenti alimentari. La ricerca ha continuato a portare a una comprensione più profonda del cervello, delle capacità sensoriali e dello sviluppo neuronale. Bargmann ha anche identificato SYG-1, una molecola "matchmaker", una molecola che dirige i neuroni a formare connessioni tra loro durante lo sviluppo.
Nel 2004, Bargmann si è trasferita alla Rockefeller University. Motivo: voleva una maggiore flessibilità per concentrarsi sulla ricerca.  Ha lavorato come ricercatrice dell'Howard Hughes Medical Institute fino al 2016 prima di assumere la presidenza della CZI. Il laboratorio di Bargmann utilizza un organismo relativamente semplice, il nematode C. elegans, e il suo olfatto estremamente sensibile per studiare come i geni regolano lo sviluppo, la funzione e il comportamento neuronale. Il suo lavoro è stato riconosciuto con numerosi premi, tra cui l'elezione alla National Academy of Sciences. Nel 2012 ha fatto parte della giuria del Premio Infosys per le Scienze della Vita.
La ricerca di Bargmann è stata finanziata dall'Howard Hughes Medical Institute dal 1995 al 2016. Presidente dell'iniziativa BRAIN e responsabile scientifico dell'iniziativa Chan Zuckerberg, nel 2013 ha vinto il premio Breakthrough in Life Sciences da 3 milioni di dollari.

## Vita privata
Bargmann è sposata con il collega scienziato olfattivo Richard Axel, premio Nobel. In precedenza, era stata sposata con Michael J. Finney, che aveva completato gli studi universitari al MIT diventando poi direttore di Sage Science, Inc.

## Premi e riconoscimenti
- 1990-1995 - Premio Lucille P. Markey[6]
- 1992-1995 - Premio Searle Scholar[6]
- 1997 - Premio Taskago per la ricerca sull'olfatto.[15]
- 1997 - Premio W. Alden Spencer per la ricerca nel campo delle neuroscienze.[15]
- 2000 - Premio Charles Judson Herick per la neurologia comparata.[15]
- 2002 - Membro dell'Accademia Americana delle Arti e delle Scienze.[16]
- 2003 - Membro dell'Accademia Nazionale delle Scienze
- 2004 - Premio Dargut e Milena Kemali per le Neuroscienze di Base e Cliniche.[15]
- 2009 - Premio Richard Lounsbery
- 2010 - Premio Perl-UNC
- 2012 - Premio Kavli per le neuroscienze
- 2012 - Membro dell'Accademia Norvegese delle Scienze e delle Lettere[17]
- 2012 - Membro della Società Filosofica Americana
- 2013 - Premio Breakthrough nelle Scienze della Vita per la genetica dei circuiti neurali e del comportamento, e le molecole sinapttiche guida
- 2015 - Medaglia Benjamin Franklin per le scienze della vita.[18]
- 2016 - Premio Edward M. Scolnick per le Neuroscienze.[19]
- 2021 - Medaglia Salk per l'eccellenza nella ricerca.[20]
- 2024 - Premio Gruber per le neuroscienze[21]